# Acacia tetraptera
Acacia tetraptera é uma espécie de leguminosa do gênero Acacia, pertencente à família Fabaceae.